# Omloop van het Waasland 2011
De 47e editie van de Belgische wielerwedstrijd Omloop van het Waasland vond plaats op 13 maart. De start en finish vonden plaats in Kemzeke. De winnaar was Aidis Kruopis, gevolgd door Stefan van Dijk en Timothy Dupont.

## Uitslag
| Omloop van het Waasland 2011 |                     |                                                   |          |
| Plaats                       | Naam                | Ploeg                                             | Tijd     |
| Winnaar                      | Aidis Kruopis       | Landbouwkrediet                                   | 4u18'05" |
| 2                            | Stefan van Dijk     | Veranda's Willems-Accent                          | z.t.     |
| 3                            | Timothy Dupont      | Jong Vlaanderen - Bauknecht                       | z.t.     |
| 4                            | Niko Eeckhout       | An Post-M.Donnelly-Grant Thornton-Sean Kelly Team | z.t.     |
| 5                            | Remco te Brake      | Cycling Team de Rijke-Shanks                      | z.t.     |
| 6                            | Viacheslv Kuznetsov | Itera - Katusha                                   | z.t.     |
| 7                            | Hans Dekkers        | Landbouwkrediet                                   | z.t.     |
| 8                            | Tom Devriendt       |                                                   | z.t.     |
| 9                            | Michael Van Staeyen | Topsport Vlaanderen-Mercator                      | z.t.     |
| 10                           | Tom Van Asbroeck    |                                                   | z.t.     |

1965 · 1966 · 1967 · 1968 · 1969 · 1970 · 1971 · 1972 · 1973 · 1974 · 1975 · 1976 · 1977 · 1978 · 1979 · 1980 · 1981 · 1982 · 1983 · 1984 · 1985 · 1986 · 1987 · 1988 · 1989 · 1990 · 1991 · 1992 · 1993 · 1994 · 1995 · 1996 · 1997 · 1998 · 1999 · 2000 · 2001 · 2002 · 2003 · 2004 · 2005 · 2006 · 2007 · 2008 · 2009 · 2010 · 2011 · 2012 · 2013 · 2014 · 2015 · 2016 · 2017 · 2018 · 2019 · 2020 · 2021 · 2022 · 2023 · 2024 · 2025